# Антон Конашевич-Бут
Антон Конашевич-Бут (? — ?) — гетьман Війська Запорозького (кінець травня — 8 червня 1630).

## Біографія
Перша згадка про Конашевича-Бута в джерелах датується близько 1610 року і пов'язана з його даром чигиринській церкві Пречистої Богородиці (Успенській) рукописного Євангелія 16 ст. з коштовно оздобленою обкладинкою. Із зробленого ним вкладного запису на полях Євангелія випливає, що на той час він був простим козаком, його батько мав ім'я Конош, а мати — Пелагія (в історіографії цей запис приписували Петру Конашевичу-Сагайдачному).
Прихід до гетьманської влади Конашевича-Бута припав на період, коли козаки, які брали участь у повстанні Федоровича 1630 року, шукали примирення з польним гетьманом коронним Станіславом Конецпольським. Конашевич-Бут змінив Тараса Федоровича на гетьманстві, імовірно, у 2-й пол. травня 1630. У ході переговорів відмовився видати Тараса Федоровича польській стороні. Втратив гетьманську булаву 8 червня (29 травня) 1630 під час укладення Переяславської угоди 1630 внаслідок обрання гетьманом Тимофія Орендаренка, якого «подав» на старшого Війська Запорозького Станіслав Конецпольський, після чого Конашевич-Бут, зібравши кілька десятків тисяч козаків, вернувся на Запоріжжя. Подальша його доля невідома.
За думкою викладача Чернівецького Національного Університету ім. Юрія Федьковича, який досліджує історію війська запорізького в XVI-XVII ст. к.і.н. Тараса Ковальця —  Антон Конашевич-Бут, людина, котра зіграла визначну роль в історії України, але в той же час одна з найменш досліджених і відомих постатей.